# تاریخ سوشی

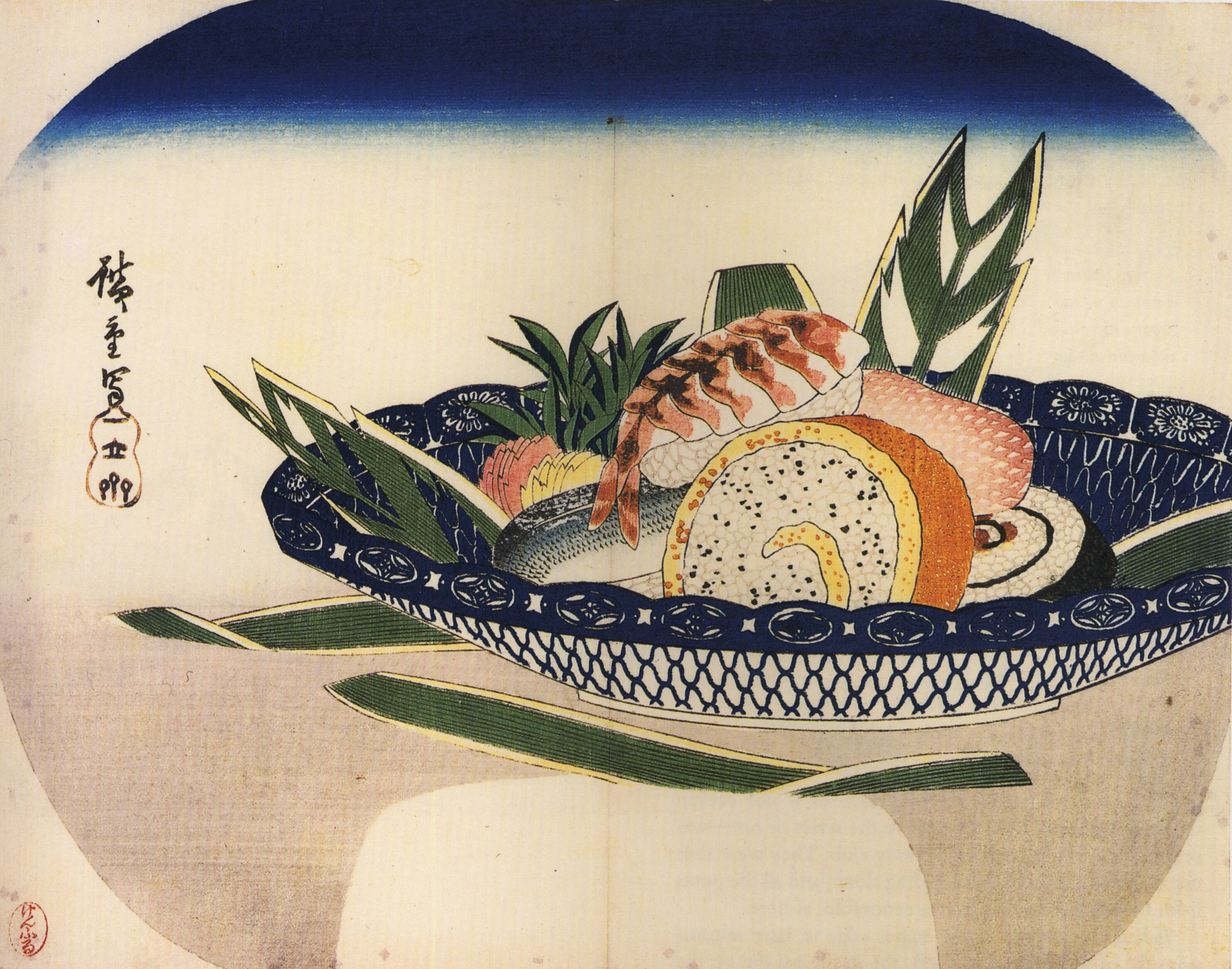
یک ظرف سوشی نقاشی از هیروشیگه

منشأ سوشی امروزه به نام ناره‌زوشی (به ژاپنی: 馴れ寿司, 熟寿司 nare-zushi) شناخته می‌شود که در آسیای جنوب شرقی رواج پیدا کرده‌است. سوشی در جنوب چین زودتر از کشور ژاپن گسترش پیدا کرد. نخست ماهی نمک زده می‌شد و در برنج تخمیر شده پیچیده می‌شد. ماهی بدین طریق ماه‌ها در برنج تخمیر شده ذخیره می‌شد. در این نوع سوشی، برنج هنگام خوردن دور ریخته می‌شد و تنها ماهی آن به مصرف خوراکی می‌رسید. بدین ترتیب نوع اولیه سوشی به یک منبع اصلی تهیه پروتئین برای مردم ژاپن تبدیل شد.
ژاپنی‌ها ترجیح می‌دادند که ماهی را با برنج بخورند که به این غذا ناماناره یا ناماناری
(به ژاپنی: 生成, なまなれ, なまなり namanare or namanari) گفته می‌شد. در دوره موروماچی (۱۳۳۶ تا ۱۵۷۳ میلادی) ناماناره محبوبترین نوع سوشی در ژاپن بود. اصل و روش تهیه مانند نوع قدیم‌تر سوشی ناره‌زوشی است و در آن ماهی در داخل برنج خوابانده شده و تخمیر می‌شود. تفاوت ناره‌زوشی با ناماناره‌زوشی تنها در زمان خواباندن است که در نوع جدیدتر بسیار کوتاه‌تر شده‌است. در این روش به مدت تقریبی ۲ هفته تا یک ماه ماهی خام در برنج قرار می‌گیرد. در این نوع بخاطر کوتاه شدن زمان تهیه، برنج بکار رفته مانند ناره‌زوشی از بین نرفته و برنج نیز به همراه ماهی قابل خوردن است اما مانند ناره‌زوشی بوی ناخوشایندی دارد. در تاریخچه سوشی پیدایش ناماناره‌زوشی آغاز تبدیل شدن سوشی از یک روش نگهداری غذا به یک دستور غذای جدید در آشپزی ژاپنی به‌شمار می‌آید.
در دوره ادو (۱۶۰۳ تا ۱۸۶۸ میلادی) سومین نوع سوشی به نام هایازوشی (به ژاپنی: 早寿司, 早ずし haya-zushi) هایا-زوشی نوعی سوشی بود که مجموع ماهی و برنج با یکدیگر به‌طور همزمان قابل مصرف بود. این اولین باری بود که سوشی به عنوان یک دستور غذای ویژه و یگانه در فرهنگ ژاپن پا به عرصه گذاشت. این اولین بار بود که برنج تخمیر نشده بلکه با سرکه، ماهی، سبزیجات و موادغذایی خشک مخلوط می‌شد. این نوع سوشی هنوز هم در نزد مردم ژاپن محبوب است. هر منطقه با بهره‌گیری از طعم محلی به تولید انواع سوشی مبادرت می‌کرد که برای نسل‌های بسیاری گذشته است.
در اوایل قرن هیجدهم که هنوز توکیو به نام ادو نامیده می‌شد، دکه‌های سیار فروش موادغذایی خیابانی محبوب شدند. در این زمان نیگیری‌زوشی (به ژاپنی: 握り寿司 nigiri-zushi) به وجود آمد. در این نوع سوشی متشکل بود از یک قطعه مستطیل شکل برنج چسبیده به هم و یک لایهٔ نازک ماهی بر روی آن. بعد از زمین‌لرزه بزرگ کانتو در سال ۱۹۲۳ میلادی در ادو، آشپزهای متخصص سوشی مقیم این شهر در دیگر شهرهای ژاپن پراکنده شدند.
غذایی که امروزه در سطح بین‌المللی به نام سوشی معروف است، یک غذای فوری است که توسط هانایا یوهی (به ژاپنی: 華屋与兵衛 Hanaya Yohei) سال‌های زندگی (۱۸۵۸–۱۷۹۹ میلادی) در اواخر دوره ادو در ادو یا توکیوی کنونی ابداع شده‌است. هانایا یوهی صاحب یک رستوران به نام یوهی سوشی در توکیو بود. او در هنگام اصلاحات تمپو و به اجرای درآمدن قانون تعدیل هزینه در ژاپن (قانون منع کالاهای لوکس) مدتی همراه با دیگر دست‌اندکاران صنعت سوشی به زندان افتاد. در داستانی که زندگی از او در دوره میجی نوشته شده‌است، علت به زندان افتادن او بکار بردن ماهی آناگو در سوشی ذکر شده‌است.
حتی در چند صد سال پیش نیز مانند زمان کنونی مردم توکیو در عجله بودند. سوشی غذایی بود که می‌شد آن را با انگشت یا با چاپستیک خورد. سوشی از نخستین انواع غذای فوری بود که می‌شد آن را در جمع یا در تئاتر خورد.

## سوشی در ژاپن

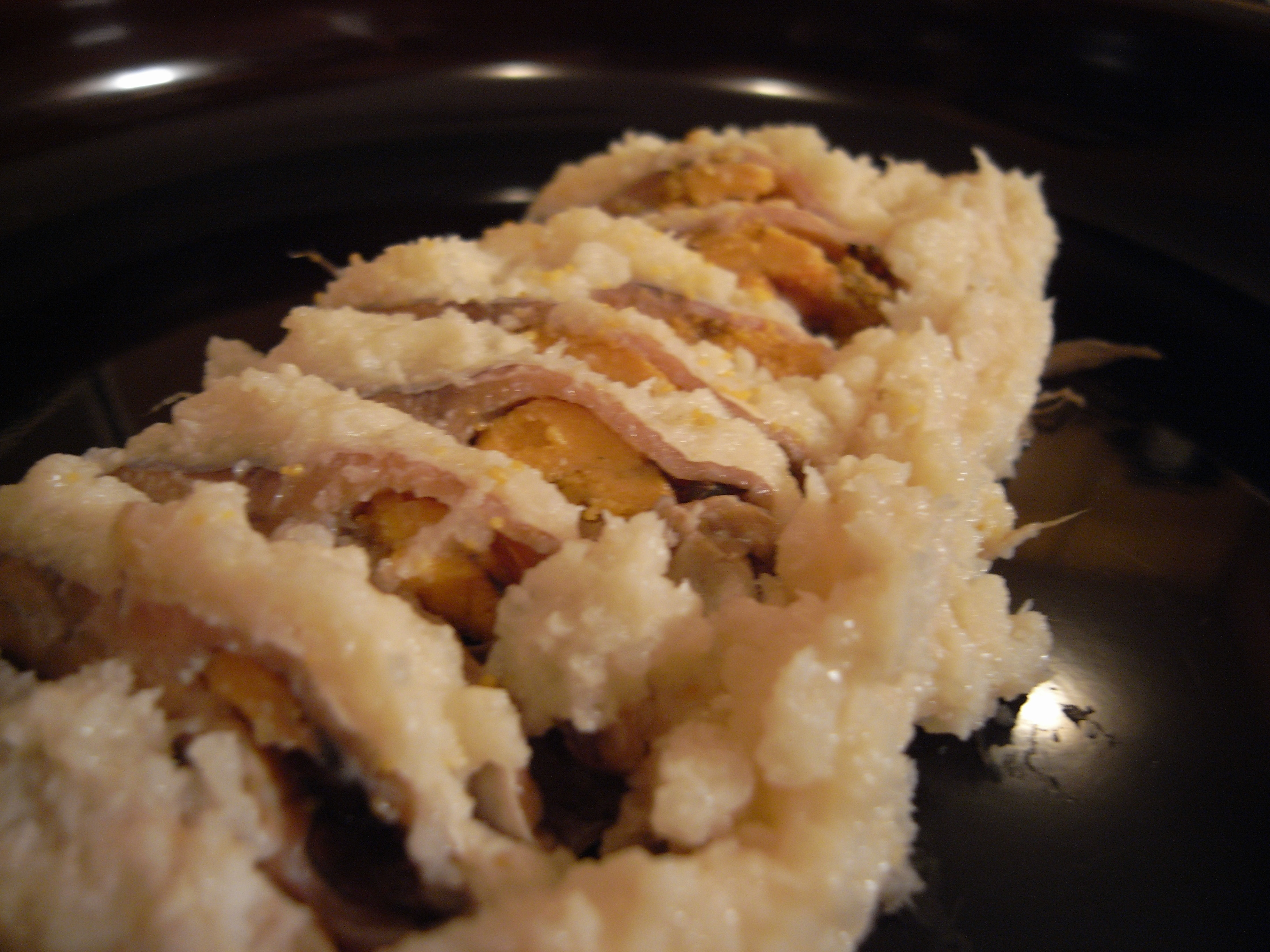
funazushi (سوشی از crucian)

اولین اشاره به سوشی در ژاپن در سال ۷۱۸ در کتاب قانون ریو ریتسوریو (به ژاپنی: 养老 律令 Yōrō - ritsuryō) دیده می‌شود. در این کتاب مالیات پرداخت شده برای اقلام واقعی، به عنوان مثال زاتسو نو زوشی (به ژاپنی: 雑 鮨 五 斗 zakonosushi zatsunosushi) نوشته شده‌است. در حال حاضر هیچ راهی برای شناخت این نوع "سوشی" یا حتی در مورد چگونگی تلفظ صحیح آن وجود ندارد. در قرن ۹ و ۱۰ کانجی "鮨" و "鲊" به عنوان "سوشی" خوانده می‌شده‌است. این "سوشی" مشابه به ناره‌زوشی امروزی بود.
برای تقریباً ۸۰۰ سال آینده، تا اوایل قرن نوزدهم، سوشی به آرامی به همراه آشپزی ژاپنی تغییر کرد. ژاپنی‌ها شروع به خوردن سه وعده غذا در روز کردند. برنج بخارپز به جای آب‌پز مصرف شد، و مهم‌تر از همه، سرکه برنج اختراع شد. زمان تخمیر ماهی با برنج، به تدریج کاهش یافت و برنجی که استفاده می‌شد، کمکم همراه با ماهی خورده می‌شد. در دوره موراماچی (۱۳۳۶–۱۵۷۳)، فرایند تولید اوشی‌زوشی (سوشی فشرده یا پرس شده)، به تدریج توسعه داده شد. در اوشی‌زوشی تخمیر رها شده بود و سرکه مورد استفاده قرار گرفت. در دوره آزوچی مومویاما (۱۵۷۳–۱۶۰۳)، ناماناره اختراع شد. فرهنگ لغت ۱۶۰۳ ژاپنی پرتغالی برای ورود سوشی نامانارینا namanrina، به معنای واقعی کلمه سوشی نیم ساخته است. ناماناره برای یک دوره کوتاه‌تر از ناره‌زوشی تخمیر شد و احتمالاً ماهی در سرکهٔ برنج خوابانده شده‌است. بوی آن متمایز و بهتر از ناره‌زوشی بود. به احتمال زیاد یکی از دلایل این بهبود بو، کوتاه شدن فرایند تخمیر است. وجود داستانی در کتاب کونجاکو مونوگاتاری‌شو (Konjaku Monogatarishū)، نوشته شده در اوایل قرن دوازدهم روشن می‌سازد که حتی اگر سوشی آن دوران خوب طعم بوده، بوی آن خوشایند نبوده‌است. در اوایل قرن ۱۸، اوشی‌زوشی (سوشی فشرده یا پرس شده) در اوزاکا کامل شد و در اواسط قرن ۱۸ این نوع سوشی به ادو رسید. این سوشی به مشتریان فروخته شد، اما چون هنوز نیاز به زمان کمی تخمیر بود، در دکه‌های سیار خیابانی پوستری نصب می‌شد که در آن به مشتریان زمان آماده شدن سوشی اطلاع داده می‌شد. سوشی معمولاً در دکه‌ها در نزدیکی پارک‌ها فروخته می‌شد یا در طول جشن هانامی یا در تئاتر به عنوان یک نوع از غذای همراه استفاده می‌شد. در دوره ادو ایناری‌زوشی همراه اوشی‌زوشی فروخته شد همچنین ماکی‌زوشی و چیراشی زوشی نیز محبوب بود.
سه رستوران سوشی معروف را در ادو، ماتسو نو زوشی (به ژاپنی: 松 之 鮨 Matsunozushi)، یوهه زوشی (به ژاپنی: 兴 兵卫 鲊 Yoheizushi) و کنوکی زوشی(به ژاپنی: け ぬき 寿し Kenukizushi) ابودند اما در واقع هزاران رستوران سوشی وجود دارد. آن‌ها در یک محدوده تقریباً بیست سال در آغاز قرن ۱۹ تأسیس شدند. پیدایش نیگیری‌زوشی با توفیق فوق‌العاده‌ای همراه بود و از به مرکزیت ادو بسرعت در همه جا رواج پیدا کرد. در کتاب موری یادامانکو Morisadamanko 守贞 谩 稿 که در سال ۱۸۵۲ به چاپ رسید، نویسنده می‌نویسد که در هر (۱۰٬۰۰۰ متر مربع) بخش ادو یک یا دو رستوران سوشی وجود دارد، اما در همین مساحت تنها یک رستوران سوبا یافت می‌شود. این به این معنی که در این زمان برای نزدیک به ۲ رستوران سوشی نن‌ها یک رستوران سوبا وجود داشته‌است.
این نیگیری‌زوشی اولیه با انواع امروزی یکسان بوده‌است. گوشت ماهی در سس سویا یا سرکه خوابانده شده بود یا به شدت شور بود تا نیازی به سس سویا نداشته باشد. بعضی ماهی‌ها قبل از آن را بر روی سوشی قرار داده شوند، پخته می‌شدند. هر قطعه نیز بزرگتر از امروز بود، تقریباً به اندازه دو قطعه از سوشی امروزی.
ظهور و پیشرفت روش‌های مدرن سردسازی، امکان استفاده از ماهی خام و رساندن آن را به مصرف‌کنندگان بیش از هر زمان دیگر امکان‌پذیر ساخته‌است. در اواخر قرن ۲۰ سوشی در حال تبدیل شدن به یک غذای محبوب در سراسر جهان است.

## فونازوشی
فونازوشی یک نوع نایاب از انواع ناره–زوشی است که هنوز هم در نزدیک دریاچه بیوا در استان شیگا تهیه می‌شود. هیجدهمین نسل از خاندان کیتامورا از سال ۱۶۱۹ این نوع سوشی را در کیتاشینا درست می‌کنند. در فونازوشی ماهی کاراس که نوعی ماهی کپور است به مدت یکسال در نمک خوابانده می‌شود و برای بار دوم به مدت ۴ سال در داخل برنج خوابانده می‌شود. بعد از این مدت به محصول پس از تخمیر ممکن برش‌های نازک داده شده و مصرف شود یا به صورت ترکیب در دستورهای غذایی دیگر مصرف شود.

## سوشی در غرب
نخستین بار نام سوشی در فرهنگ انگلیسی آکسفورد در سال ۱۸۹۳ میلادی ذکر شده‌است؛ که در آن آمده «مردم محلی ژاپن با چای و سوشی یا ساندویچ برنج از ما پذیرایی کردند.» با این حال، اشاره سوشی در فرهنگ ژاپنی، انگلیسی، از سال ۱۸۷۳ و مواد پخت ژاپنی در یادداشت‌های یک مجله در سال ۱۸۷۹ ذکر شده‌است.
اولین گزارش مصرف سوشی در انگلستان مربوط است به بازدید شاهزاده آکیهیتو (متولد ۱۹۳۳) در سال ۱۹۵۳ از انگلستان در زمان تاجگذاری ملکه الیزابت دوم. و اولین گزارش در آمریکا مربوط است به سال ۱۹۵۳، هنگام دیدار شاهزاده آکیهیتو از سفارت ژاپن در واشینگتن، که با سوشی پذیرایی شده‌است.

## نگارخانه

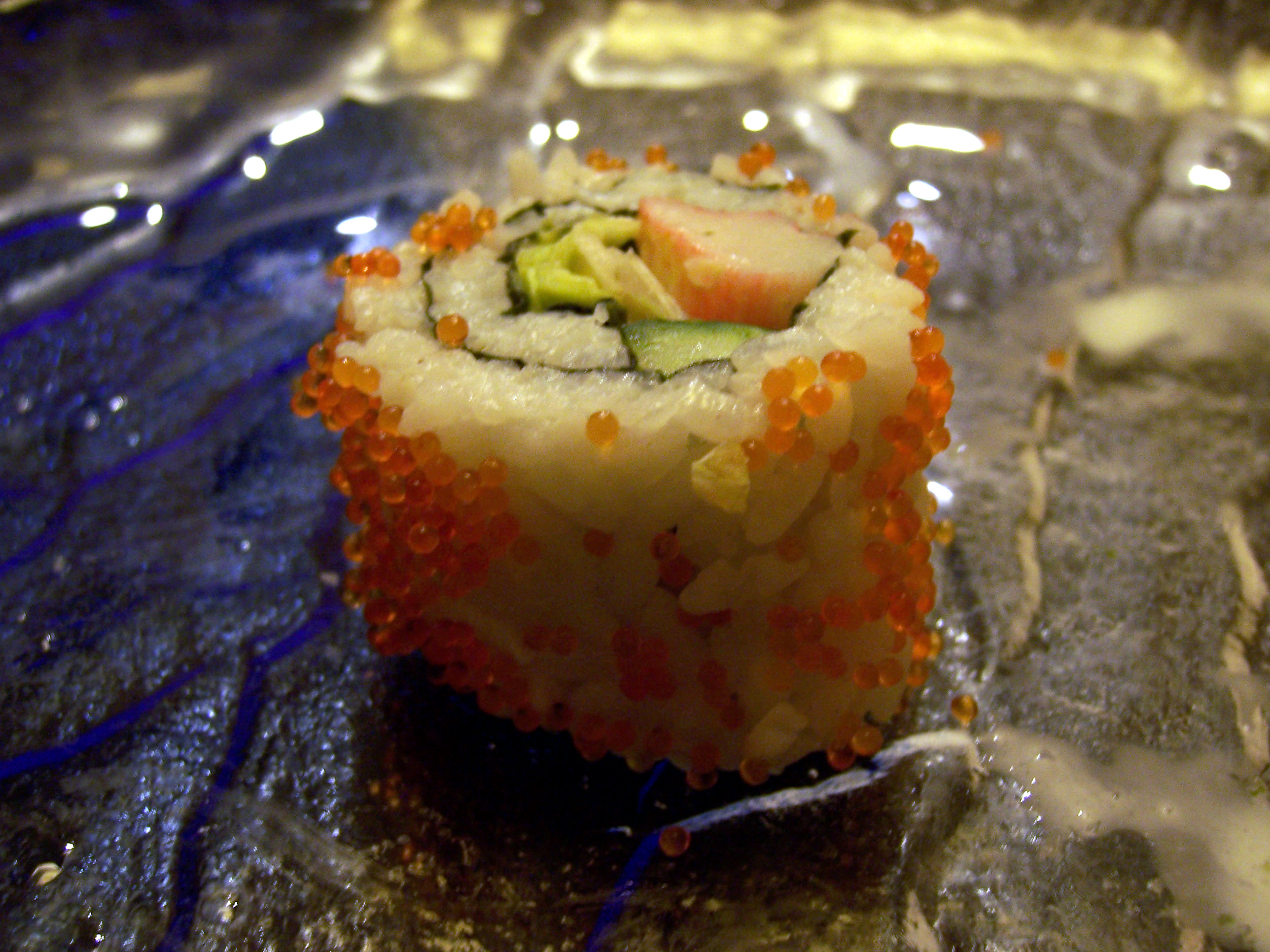
کالیفرنیا رول با توبیکو
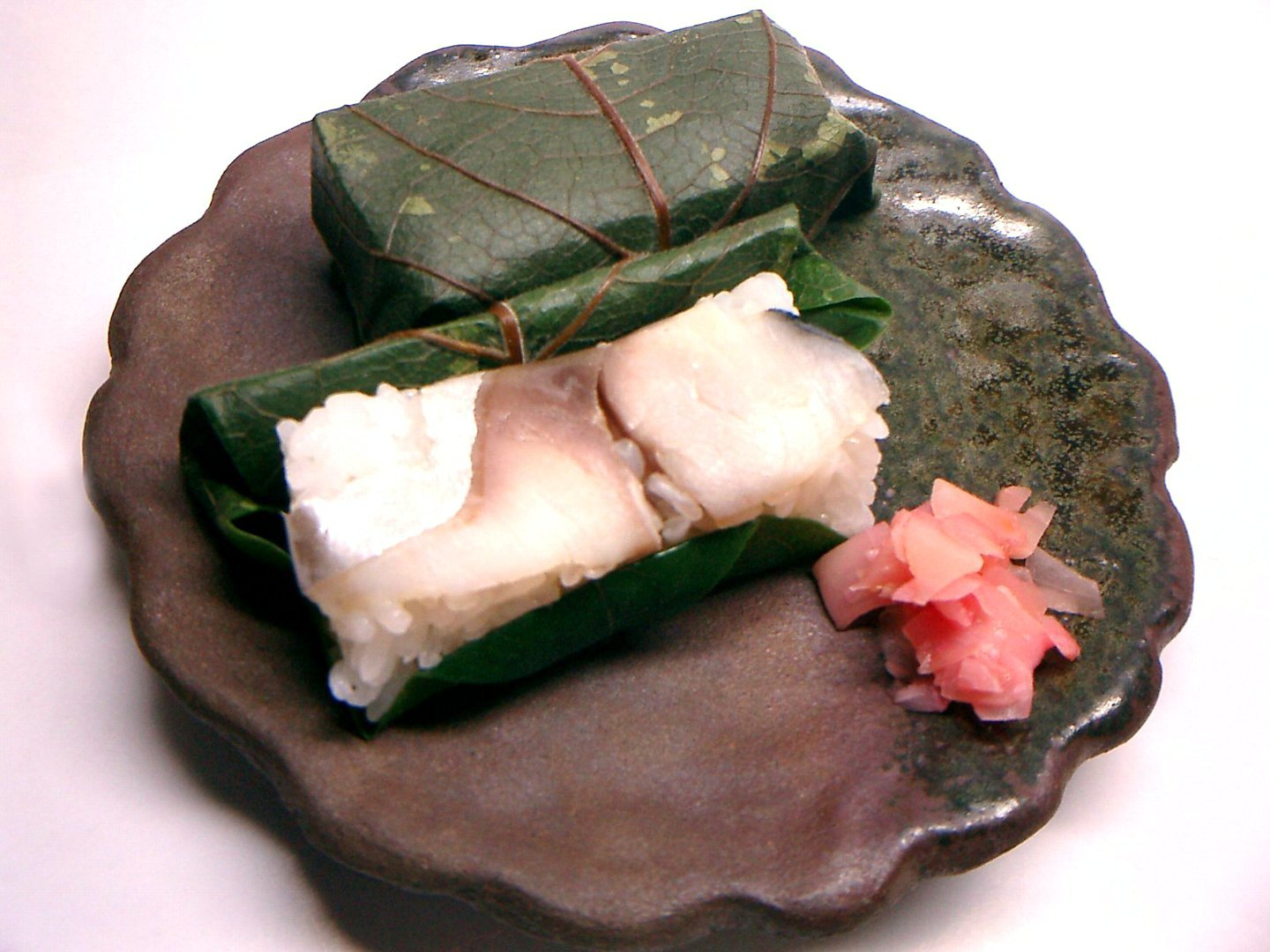
سوشی با برگ خرمالو
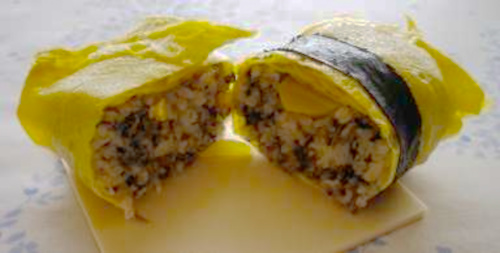
چاکین-سوشی (茶巾寿司) با املت.
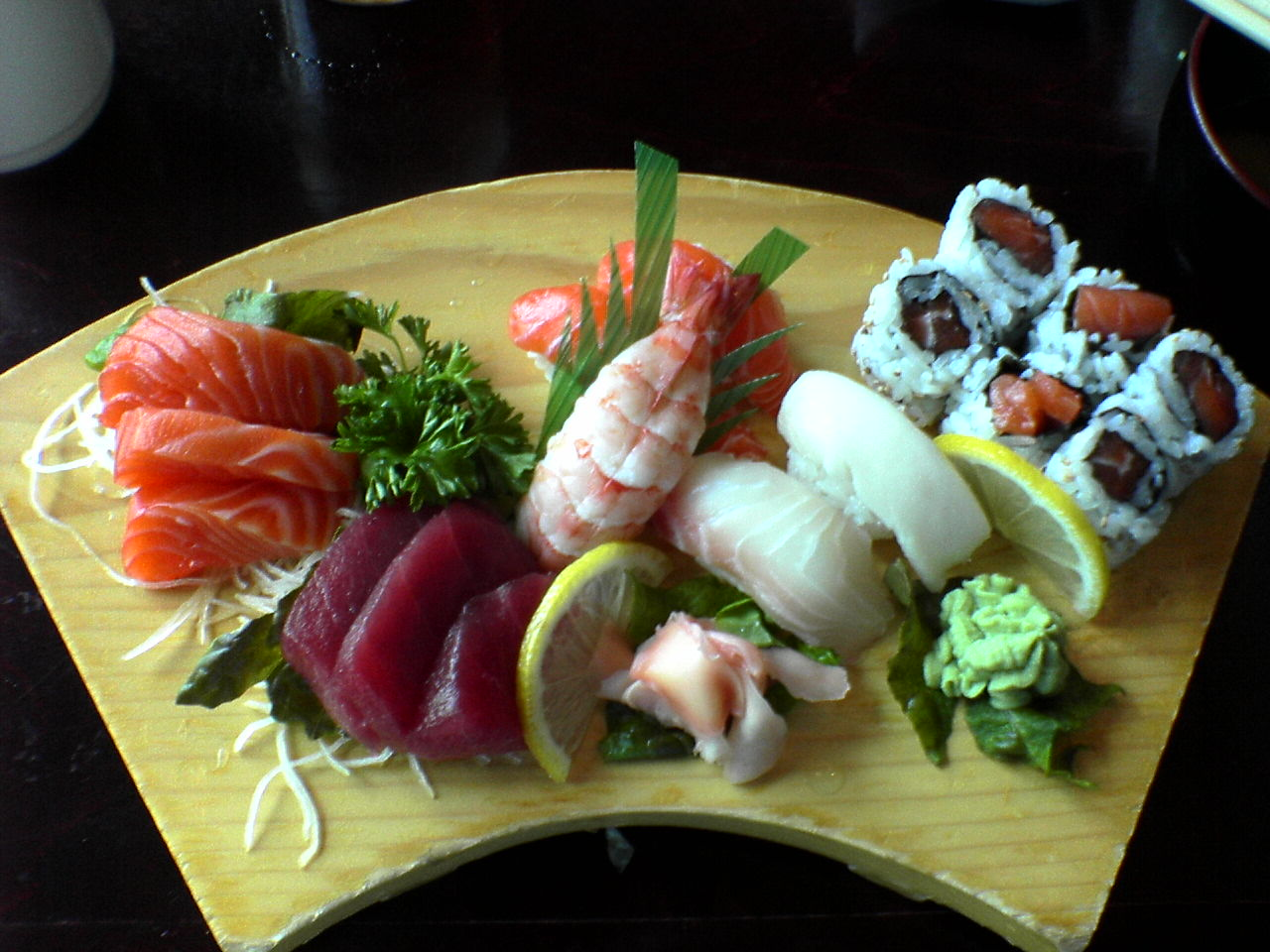
بشقاب سوشی همراه با ساشیمی در طرف چپ ظرف (盛り合わせ)
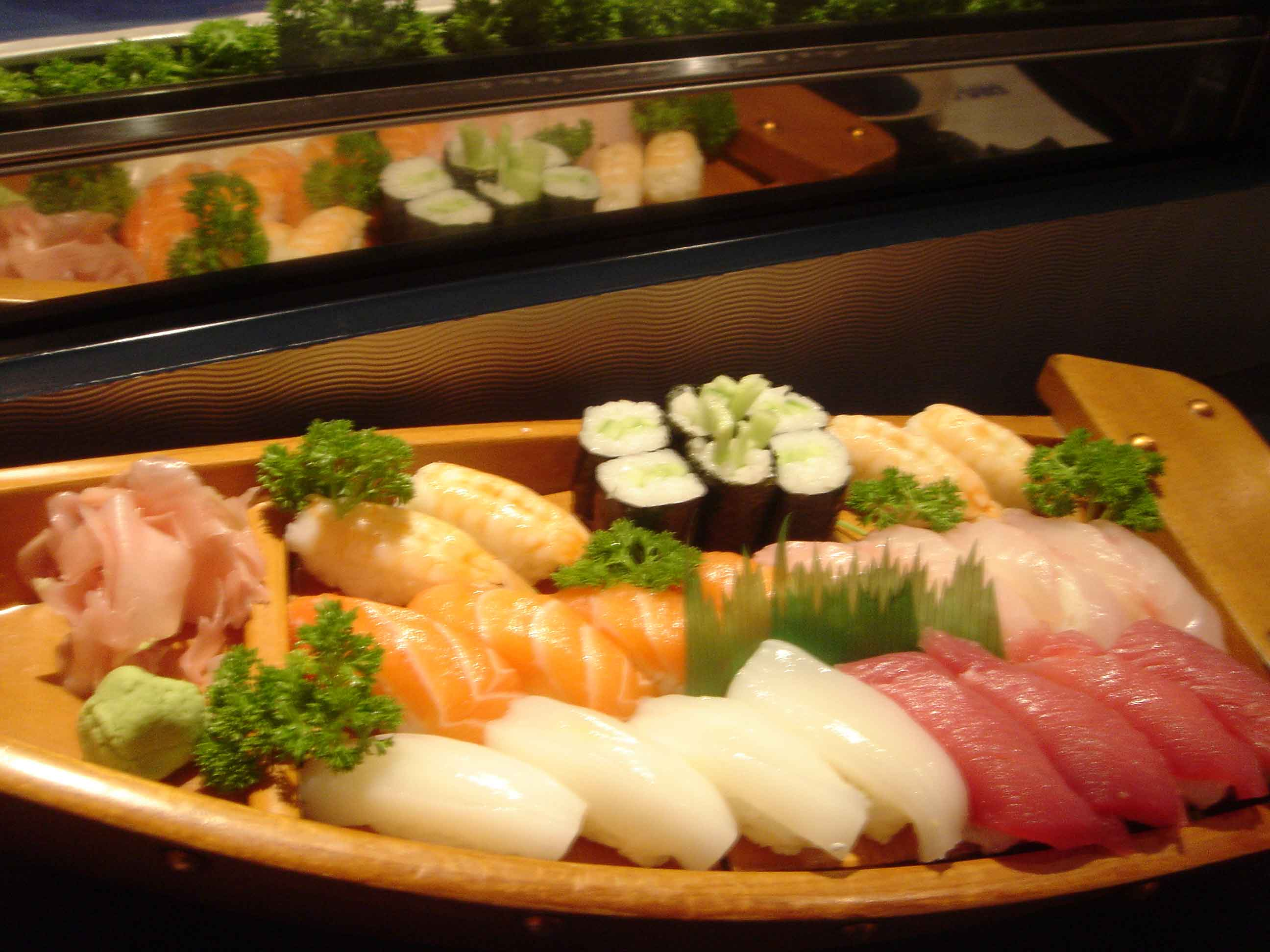
مجموعه سوشی فونا-موری (舟盛り، مجموعه سوشی بر قایق)